# Rodolfo Ortega Peña
Rodolfo D. Ortega Peña (Buenos Aires, 12 de septiembre de 1936 - Ib., 31 de julio de 1974) fue un intelectual, abogado, político y diputado nacional argentino asesinado en 1974, por la Triple A (Alianza Anticomunista Argentina), grupo anticomunista violento que se atribuyó el crimen.

## Biografía
Ortega Peña era hijo de una acomodada familia antiperonista. Se recibió de abogado a los 20 años, haciendo al mismo tiempo la carrera de Filosofía, estudiando luego Ciencias Económicas; polemizando con el filósofo español Julián Marías sobre la ontología de Miguel de Unamuno; con Carlos Cossio sobre la teoría egologica del derecho; con Tulio Halperín Donghi sobre la significación del Facundo (de Sarmiento); con Leopoldo Marechal y Ernesto Sabato sobre la estructura de la novela; con Córdova Iturburu sobre las pinturas rupestres de Cerro Colorado.
En las elecciones del 11 de marzo de 1973 fue elegido diputado nacional por la provincia de Buenos Aires. En su juramento como diputado de la Nación utilizó la frase «La sangre derramada no será negociada».
Junto con Eduardo Luis Duhalde, lanzaron en 1973 la revista Militancia Peronista, de mucha repercusión dentro de la militancia peronista en la época. En junio de 1974 la revista fue clausurada por decreto del presidente Juan Domingo Perón y volvieron a editar otra revista similar, bajo el nombre De Frente, que a los pocos meses también volvería a ser clausurada, esta vez por la presidenta María Estela Martínez de Perón.
En enero de 1974, el presidente Juan Domingo Perón convocó a una reunión a los diputados de la Juventud Peronista que estaban en desacuerdo con una reforma del Código Penal. Allí el presidente les indicó que «el que no esté de acuerdo se va» y que «Ahora bien, si nosotros no tenemos en cuenta a la ley, en una semana se termina todo esto, porque [yo] formo una fuerza suficiente, lo voy a buscar a usted y lo mato, que es lo que hacen ellos».
Ocho de los diputados que representaban a la JP (entre los cuales se encontraba Carlos Kunkel), creyeron que lo más coherente era renunciar, y así lo hicieron. Como consecuencia, fueron expulsados del Partido Justicialista. El diputado Rodolfo Ortega Peña se negó a renunciar.
Aunque lideraba el Bloque de Base, se había convertido en un crítico del gobierno nacional, porque consideraba que se violaba abiertamente el programa electoral.

## Asesinato
El 31 de julio de 1974, a casi un mes después del fallecimiento de Perón, Ortega Peña fue asesinado por un grupo de la organización terrorista peronista de ultraderecha Alianza Anticomunista Argentina (conocida como la «Triple A»), que lo acribilló cuando salía de su estudio. Al momento de su asesinato, con 37 años, era diputado nacional por el peronismo. 

### Entierro y represión
El cuerpo de Ortega Peña fue velado en sede sindical. Los asistentes formaron un cortejo fúnebre para acompañar el féretro al cementerio, en la otra punta de la ciudad. Sin embargo, la policía les cortó el paso a las pocas cuadras. 
Frente a la Casa Rosada se escucharon algunos gritos contra Isabelita y las bandas de ultraderecha, lo cual fue la excusa que encontró el jefe de la Policía Federal y uno de los organizadores de la Triple A, el comisario Alberto Villar, para desatar la represión por haber dañado la investidura de la presidenta. Todos los asistentes al entierro fueron detenidos por orden de Villar, después de que las fuerzas policiales rodearan los autobuses que los trasladaban.
La represión fue de tal magnitud que incluso se produjeron persecuciones a caballo entre las tumbas, además de que varios legisladores, que recibieron golpes de porra por ello, debieron defender el féretro de la policía, que pretendía llevárselo.
Cerca de 400 personas fueron detenidas ese día y no fueron liberadas hasta un mínimo de 15 horas más tarde. A las pocas semanas la Triple A arrojó volantes frente a algunas comisarías con listados de los 400 detenidos, con sus nombres completos y domicilios. En estos se anunciaba muerte para los señalados, que llegó a cumplirse en el caso del primero de la lista y, en el del segundo, quien no fuera encontrado en su domicilio, el escuadrón de la muerte decidiría acabar con la vida de su padre y hermano.

## Consecuencias
Su asesinato marcó el inicio de una violenta escalada en el accionar de la Triple A encabezada por el ministro de Bienestar Social, José López Rega.

## Libros
- El asesinato de Dorrego. Poder, oligarquía y penetración extranjera en el Río de la Plata. Con Eduardo Luis Duhalde. Contrapunto, Bs. As., 1965 (con siete reediciones hasta 1987).
- Facundo y la montonera. Con Eduardo Luis Duhalde. Contrapunto, Bs. As., marzo de 1987. ISBN 950-581-778-9.
- Baring Brothers y la historia política argentina. Con Eduardo Luis Duhalde. Colihue, Bs. As. ISBN 978-987-684-336-2.
- Felipe Varela. Caudillo americano. Con Eduardo Luis Duhalde. Colihue, Bs. As. ISBN 978-987-684-338-6.